# Переро
Переро (итал. Perrero) је насеље у Италији у округу Торино, региону Пијемонт.
Према процени из 2011. у насељу је живело 355 становника. Насеље се налази на надморској висини од 817 м.

## Становништво
Према резултатима пописа становништва 2011. у општини је живело 723 становника.
| 1931. | 1936. | 1951. | 1961. | 1971. | 1981. | 1991. | 2001. | 2011. |
| ----- | ----- | ----- | ----- | ----- | ----- | ----- | ----- | ----- |
| 2.375 | 2.247 | 2.153 | 1.746 | 1.331 | 1.058 | 902   | 773   | 723   |